# Roland Höfling
Roland Höfling (* 9. Juni 1954 in Seligenstadt) ist ein ehemaliger deutscher Fußballspieler.

## Karriere
Höfling begann seine Laufbahn in der Jugend der Spvgg Seligenstadt. Von den Sportfreunden Seligenstadt wechselte er 1977 zum Zweitligisten FSV Frankfurt. Dort absolvierte er in vier Jahren 127 Spiele (2 Tore). Obwohl sportlich die Klasse gehalten werden konnte, musste bedingt durch die Einführung der eingleisigen 2. Bundesliga der FSV in die drittklassige Oberliga Hessen absteigen. Dem Verein gelang aber auf Anhieb die Meisterschaft und der Aufstieg in die 2. Liga. Höfling absolvierte in dieser Saison 21 Spiele (2 Tore). Hinzu kamen noch zwölf DFB-Pokaleinsätze während seiner FSV-Zeit.
Berufsbedingt wechselte er danach zu Viktoria Sindlingen, für die er noch drei Jahre in der Oberliga Hessen aktiv war, bevor er seine Karriere als Spieler beendete.
Als Trainer war er anschließend im Amateurbereich in Seligenstadt, Zellhausen und Groß-Umstadt tätig.

## Erfolge
- Meister Oberliga Hessen 1981/82

## Sonstiges
- Trainerausbildung (B- und A-Schein), sowie Abschluss eines Ingenieur-Studiums der Elektrotechnik während seiner Zeit beim FSV Frankfurt.